# Onkraj srebrne mavrice
Onkraj srebrne mavrice je mladinsko delo slovenskega pisatelja Dima Zupana.

## O avtorju
Dim Zupan se je rodil 19.2.1946 v  Ljubljani, kjer žovi in ustvarja, ima status samostojnega kulturnega delavca. Napisal je že več kot 20 knjig, večina izmed njih sodi v mladinsko in otroško književnost.  Poleg sveže tematike ga odlikuje kar se da izviren pripovedni slog ter poseben odnos do otrok in mladine. Po njegovem so otroci majhni odrasli, ki jim sicer manjkajo izkušnje, vendar meni, da so sposobni dojemati zapletene strani življenja. 
Zupan je dokončal študija prava, a ima od leta 1992 status svobodnega kulturnega delavca – pisatelja.  Že njegov oče, Vitomil Zupan, je bil znan pisatelj. Ko je začel pisati, je sodeloval z Manco Košir, kateri je dal prebrati delo Prvi dan Drekca Pekca in Pukca Smukca.  Le ta je bila nad delom navdušena.  Ko je dopolnil delo, je knjigo Trije dnevi Drekca Pekca in Pukca Smukca izdala Mladinska knjiga. Knjigi Trnovska mafija in Trnovska mafija drugič sta izšli leta 1992 in 1997, obe sta posvečeni hčerki Maji.  Nastala je tudi tretja knjiga, Trnovska mafija – v tretje gre rado (2003).
Zadnjo skupino Zupanovega ustvarjanja tvorijo štiri knjige kratkih zgodb: Maščevanje strašne juhice (1997), Maja že ve (2002), Najboljša flinta je dobra finta (2002) in Osica Maja (2004).

## Interpretacija besedila
Knjiga se po tematiki in notranji zgradbi močno razlikuje od vseh prejšnjih Zupanovih del.  Pripovedovalec se tukaj spopada z resnejšimi problemi, z bolj zapletenimi medčloveškimi odnosi v družini, ko se začenjajo intimne vezi med zakoncema rahljati, otrok pa se nepripravljen v hipu znajde obupno osamljen pred goro vprašanj, na katera ne zna odgovoriti sam. 
Zgodba opisuje del Julijinega življenja. Starša triletne deklice sta se razšla in od tistega trenutka dalje je Julijino življenje drugačno. Kamorkoli pogleda, povsod so družine urejene, pri ljudeh in pri živalih. Zapre se vase in pogosto joka. Kdorkoli jo vpraša po razlogu njenega joka, mu odgovori, da išče korenine solzic ter da jo zanima, kaj je na drugi strani mavrice. Babica, dedek, mama in oče, mamin novi fant ter očetova nova punca, sosedje in prijatelj ji odgovorijo vsak na svoj način, vendar ni z nobenim odgovorom zadovoljna. Omenjajo prijateljstvo, ljubezen, žalost, vse to pa Julijo ne potolaži. Ko mama in Julija povabita očeta na večerjo, se le to precej zavleče, zato mu mama dovoli prespati pri njima, vendar na kavču. Ker se je Julija bala, da bo oče odšel, se uleže na tla poleg kavča. Zaradi mraza zboli za pljučnico in odpeljejo jo v bolnišnico. Tam se starša zavesta, kaj sta storila, se pogovorita in odločita poskusiti znova. S tem tudi osrečita Julijo, ki je tako našla odgovor na svoje vprašanja. Solze imajo korenine v sreči! Za srečo pa niso bistvene niti dobrine niti dogodki, ampak pristni odnosi med ljudmi, ki slonijo na ljubezni in razumevanju.

## Analiza besedila
Pripovedovalec je tretja oseba, ki v zgodbi ne nastopa. Tema besedila je Julijina žalost in iskanje odgovorov na vprašanja, ki si jih je postavila zaradi obupa in žalosti. Kraj in čas dogajanja nista točno določena, zgodba se lahko odvija prav v vsakem gospodinjstvu. Zupan je vključil v dogajanje vse Julijine tesne sorodnike in prijatelje, sosede, s katerimi se je Julija razumela in ki so ji hoteli pomagati najti rešitve. Žal kmalu po začetku zgodbe dedek umre, ker ni upošteval zdravnikovih navodil. Julija za njim ne žaluje, saj je premlada in meni, da je odšel le na dolgo potovanje. Tak način razlaganja smrti otrokom je tudi danes pogost.

## Mladinska dela Dima Zupana
- Osica Maja
- Deklica za ogledalom
- Trnovska mafija
- Trnovska mafija drugič
- Najboljša flinta je dobra finta
- Maja že ve
- Hektor in ribja usoda
- Trije dnevi Drekca Pekca in Pukca Smukca
- Tri noči Drekca Pekca in Pukca Smukca
- Tri skrivnosti Drekca Pekca in Pukca Smukca
- Tri zvezdice Drekca Pekca in Pukca Smukca
- Tri spoznanja Drekca Pekca in Pukca Smukca
- Tolovajevo leto